# Jean-Ami Martin
Jean-Ami Martin (* 13. März 1736 in Genf; † 31. Mai 1807 ebenda) war ein Genfer evangelischer Geistlicher und Bibliothekar.

## Leben

### Familie
Jean-Ami Martin war der Sohn des Pariser Bankiers Théophile Martin (* 28. September 1687 in Genf; † 12. Januar 1779 ebenda) und dessen Ehefrau Madeleine, Tochter von Jean de Chapeaurouge (1660–1722); er hatte noch einen Bruder.
Er verheiratete sich 1761 mit Jeanne-Elisabeth (* 1735; † 16. November 1818 in Genf), die einer hugenottischen Flüchtlingsfamilie entstammte und die Tochter von Jean-Louis Gourgas (1692–1756) war;  gemeinsam hatten sie drei Kinder. Sein Schwager war der Politiker Pierre-Henri Gourgas (1743–1832).

### Werdegang
Jean-Ami Martin begann am 12. Juni 1754 ein Theologiestudium an der Académie de Genève und wurde 1758 ordiniert.
Er war anfangs von 1763 bis 1766 als Pfarrer im reformierten Ortsteil von Chêne-Bougeries, darauf von 1766 bis 1778 als Pfarrer in Genf und in dieser Zeit von 1770 bis 1778 auch in Vandœuvres tätig.
1790 wurde er Bibliothekar in Genf und war 1804 Präsident des Konsistoriums. 1807 erfolgte seine Berufung zum Dekan.

## Geistliches und berufliches Wirken
Jean-Ami Martin war 1804 bei der Kaiserkrönung Napoleons der Vorsitzende der Delegation der reformierten Kirche Frankreichs.
Er betätigte sich auch schriftstellerisch und verfasste unter anderem 1772 Catéchisme chrétien, nachdem bereits vor ihm verschiedene Ausgaben des Katechismus erschienen waren, 1805 Recueil de prières, de psaumes et d’instructions, tirées de l’Ecriture-Sainte und postum wurde 1810 seine zweibändige Schrift Dévotions à l’usage des familles veröffentlicht.
1759 stand er auch in Schriftverkehr mit Jean-Jacques Rousseau.

## Schriften (Auswahl)
- Catéchisme chrétien. Genf und Paris 1772.
- Dévotions à l’usage des familles.
  - Band 1. Genf und Paris 1810.
  - Band 2. Genf und Paris 1810.
- Recueil de prières, de psaumes et d’instructions, tirées de l’Ecriture-Sainte. Genf und Paris 1811. (3. Auflage)